# Леви, Шмуэль
Шмуэль Леви (ивр. שמואל לוי‎ / Shmuel Levi / Shmuel Ophel Levy / Smuel Levi Ofel; 14 марта 1884, София, Болгария — 1966, Израиль) — болгарский и израильский художник, график, родившийся и получивший первоначальное художественное образование в Болгарии. В живописи неуклонно следовал ориенталистским темам, выбирал для своих картин сюжеты, связанные с еврейской культурой.

## Биография
Шмуэль Леви родился 14 марта 1884 года в семье ортодоксального иудея в Софии, Болгария.
По окончании гимназии поступил в Национальную Академию искусств Софии (институция возникла незадолго перед тем и существовала ещё в виде Государственной школы рисунка).
С учреждением Академии Бецалель в 1906, Леви по приглашению Бориса Шаца переехал в Палестину (Израиль). Он считается одним десяти студентов первого набора Академии Бецалель.

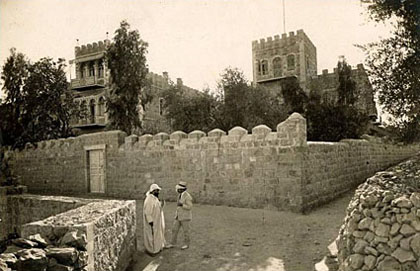
Здания Академии художеств Бецалель в Иерусалиме, 1909; (ныне Дом художника на улице Бецалель. Слева на фото, в белом балахоне — Борис Шац

Вскоре (в 1912) его выставка успешно прошла в России; помимо хорошей прессы, экспозиция принесла и финансовый успех. На вырученные средства молодому художнику удалось совершить поездку во Францию. В 1913 году в Париже он совершенствуется в Академии Жюлиана. В Париже он участвует в выставке Ассоциации французских ориенталистов. В Европе на Леви оказали определённое влияние и фовисты, и экспрессионисты.
По возвращении в землю Израиля, в годы Первой мировой войны, Леви активно выступает на местной художественной сцене. В 1920 Леви стал сооснователем Ассоциации еврейских художников и председателем первого её комитета. В апреле 1927 открылась его выставка в доме Иосифа Элияху Шелу́ша (англ.) в Тель-Авиве. В 1931 Леви организовал свою экспозицию в Galerie Sélection во Франции.
В 1960 в Тель-Авивском Музее и в Иерусалимском Доме Художников прошла ретроспективная выставка работ Шмуэля Леви.
Работы художника хранятся в собраниях многих музеев, включая Musée du Luxembourg, Париж.

## Выставки

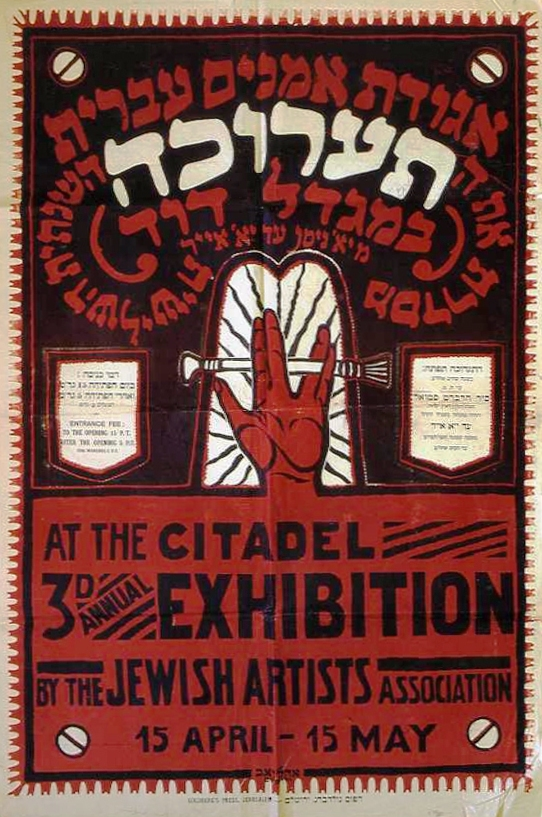
Афиша 1924 года, объявляющая об открытии в Башне Давида Третьей ежегодный выставки «Ассоциации еврейских художников», председателем которой был Шмуэль Леви.

- 1912 : Выставка в Российской империи
- 1914 : Выставка Ассоциации французских ориенталистов в Париже
- 1921 : Первая ежегодная международная выставка Ассоциации еврейских художников в Башне Давида
- 1927 : Выставка в доме Yosef Eliyahu Chelouche, Тель-Авива
- 1931 : Экспозиция в Galerie Sélection во Франции
- 1960 : ретроспективная выставка работ в Тель-Авивском Музее и в Иерусалимском Доме Художников.

## Изображения в сети
- «Козочка» / Хад-Гадья (англ.), ок. 1912. Холст, масло. Коллекция Shulamit Zifroni, Тель-Авив
- «Шабат» (начало в XX века). Холст, масло 88 × 119 см. Коллекция Габи и Ами Браун.
- «Танцы йеменитов» (20-е годы XX века). Холст, масло 65 × 84 см.
- «Танец». Presler Private Museum
- «Евреи, поднимающиеся на гору Мерон». 1940-е годы Холст, масло 94 x 75 см.